# 693 Zerbinetta
693 Zerbinetta
693 Zerbinetta là một tiểu hành tinh ở vành đai chính. Nó được August Kopff phát hiện ngày 21.9.1909 ở Heidelberg, và được đặt theo tên Zerbinetta, nhân vật trong vở opera Ariadne auf Naxos của Richard Strauss